# Alonso Navarro
Alonso Alberto Navarro Cabanillas (Chincha Alta, 16 de mayo de 1980) es un abogado y político peruano. Fue presidente regional de Ica, desde enero del 2011 hasta diciembre del 2014, y presidente del Partido Popular Cristiano desde 2016 hasta 2017.

## Biografía
Nació en la localidad de Chincha Alta, ubicado en el departamento de Ica en Perú, el 16 de mayo de 1980. Es hijo de José Navarro Grau, excalde de la ciudad de Chincha y ministro de educación en el primer gobierno de Fernando Belaúnde Terry.
Cursó sus estudios primarios y secundarios en su ciudad natal. Entre 1997 y 2003 estudió la carrera de Derecho en la Universidad de Lima

## Carrera política
Miembro del Partido Popular Cristiano, su participación electoral se inició en las elecciones generales del 2006 en las que se presentó como candidato a congresista por Ica por la Alianza Electoral Unidad Nacional sin obtener la elección. Ese mismo año participó en las elecciones regionales de Ica como candidato a vicepresidente regional por el Partido Regional de Integración tras la candidatura de Rómulo Triveño Pinto obteniendo la elección para el periodo 2007 - 2010.  En las elecciones regionales de 2010 fue candidato para la Presidencia Regional de Ica por el Frente Regional Progresista Iqueño obteniendo la elección en segunda vuelta sobre el candidato fujimorista Eduardo Cabrera Ganoza. Luego de su gestión postuló nuevamente al Congreso por el departamento de Ica en las elecciones generales del 2016 por la Alianza Popular sin éxito.